# Amt Eiderstedt
Amt Eiderstedt désigne un amt, c'est-à-dire une intercommunalité, du Schleswig-Holstein, situé dans l'arrondissement de Frise-du-Nord, dans le Nord de l'Allemagne. Il regroupe 16 municipalités et 11421 habitants (au 31/12/2018).

## Source de la traduction
- (de) Cet article est partiellement ou en totalité issu de l’article de Wikipédia en allemand intitulé « Amt Eiderstedt » (voir la liste des auteurs).